# Ислам в Польше

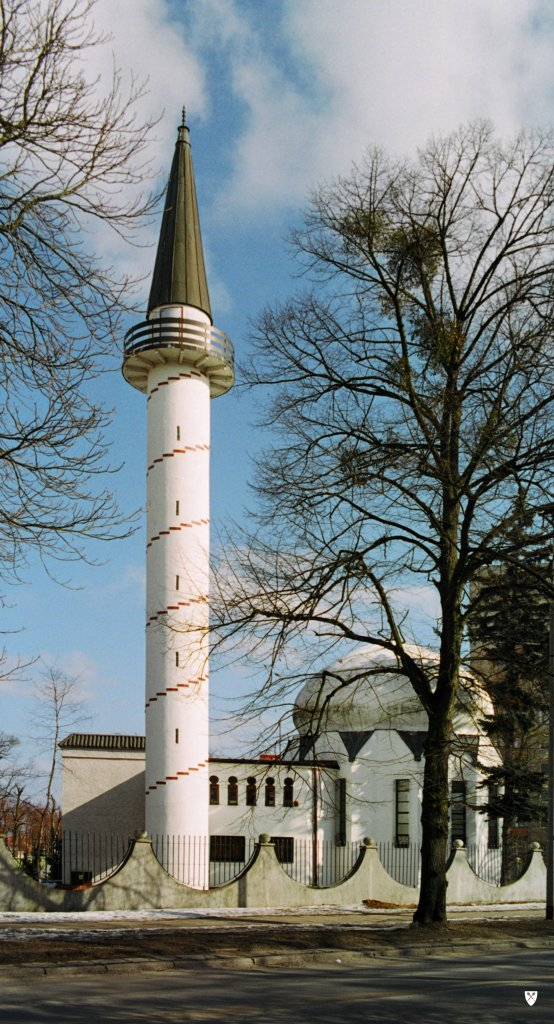
Гданьская мечеть.

Исла́м в По́льше — одна из малочисленных религий в Польше. Первое упоминание о Польше в арабоязычных источниках зафиксировано в 10-м веке арабоязычным путешественником Ибрахимом ибн Якубом. Постоянное присутствие мусульман в Польше началось в 14 веке и связано оно было прежде всего с польско-литовскими татарами. В настоящее время общее число мусульман в Польше составляет около 31 000 человек.

## Ранний период
Первые контакты поляков с мусульманами произошли в XIII веке, в ходе монголо-татарского нашествия, а уже в XIV веке на территории современной Польши поселились татары (см. Польско-литовские татары). По большому количеству арабских монет, найденных в многочисленных археологических раскопках можно судить о тесном контакте арабских купцов с этим регионом.
В XIV веке первые татарские племена поселились на землях Великого княжества Литовского. Татарам было разрешено сохранить свою религию в обмен на обязательство нести военную службу. В XV веке татарская конница, стрелки и разведывательные войска принимали участие во многих сражениях. В знаменитой Грюнвальдской битве на стороне Витовта принимали участие татары под командованием Джелал ад-Дин-хана.

## XX век
Во Второй Польской республике мусульманская община была видимо небольшой. На 1933 год по официальным данным в Польше было 16 мечетей.